# كريم عواد
كريم عواد (1940 - 23 أيلول سبتمبر 2022)، ممثل عراقي، من رواد الدراما العراقية.

## حياته
أكمل الفنان كريم عواد، وهو من مواليد 1940 دراسته الابتدائية والمتوسطة ومعهد الفنون الجميلة وكلية الفنون الجميلة في بغداد ثم حصل على ماجستير في الفنون المسرحية من جامعة كاليفورنيا الأمريكية الرسمية عام 1981، وهوة شقيق الفنان مكي عواد.
بدأ اهتمامه بالتمثيل في مرحلة مبكرة من حياته، وتحديدا عندما كان طالباً في مدرسة الجعيفر المتوسطة في بغداد، حيث انه شارك في الأنشطة الفنية والرياضية التي كانت تقيمها مديرية تربية الكرخ، وذلك لشغفه بمجالي الرياضة والتمثيل، تم اختياره في مسرحية (أبني كشاف) من قبل أستاذ الرياضة الفنان كامل القيسي مع مجموعة من الطلبة، وأدى فيها دور الأم لإفتقار الساحة الفنية انذاك للعنصر النسائي بسبب التقاليد الإجتماعية، وقدم خلال مسيرته العديد من الأعمال الفنية في السينما والتلفزيون.

## وفاته
توفي يوم الجمعة 23 أيلول سبتمبر 2022، عن عمر ناهز 82 عاما بعد صراع طويل مع المرض.

## أعماله

### المسلسلات
- 2012: البقاء على قيد العراق - مسلسل
- 2011: أبو طبر - مسلسل
- 2010: إعلان حالة حب (ضيف شرف)
- 2010: هناك حكاية أخرى - مسلسل
- 2008: عندما تسرق الأحلام - مسلسل
- 2006:  أسد الجزيرة - مسلسل
- 2006: سارة خاتون - مسلسل
- 2002: مناوي باشا ج2  - مسلسل
- 2001: الملاذ آمن !؟ - مسلسل
- 2001: مناوي باشا ج1 (ضيف شرف)
- 2000:  القلم والمحنة: ابن مقلة
- 1998: أبو جعفر المنصور
- 1998: عربة الخوف
- 1997: حلبة القانون
- 1996: رجال الظل
- 1995: بر الامان
- 1992: الهروب إلى المجهول
- 1986: ناس من طرفنا
- 1986: وا معتصماه
- 1984: بيت الحبايب
- 1982: المسألة الكبرى

- 1973: الربح والحب
- 1963: القفص الذهبي

- 1961: تحت موس الحلاق

### مسرحيات
- 1987: الريح والحب
- 1984: نديمكم هذا المساء
- 1982: شجرة العائلة
- 1978: كان ياما كان
- 1977: باب الفتوح
- 1974: بطاقة دخول الى الخيمة
- 1972: الطوفان
- 1971: الشريعة
- 1971: أنا ضمير المتكلم الذي التحم بالفعل الماضي الناقص
- 1970: الخرابة
- 1969: النخلة والجيران
- 1968: تموز يقرع الناقوس
- 1967: البستوكة
- 1967: صورة جديدة
- 1967: عقدة حمار
- 1966: النسر له رأسان
- 1966: في القصر
- 1966: مسرحية في القصر
- 1963: كاليجولا

### أفلام
- 1979: الأسوار
- 1978: النهر
- 1977: التجربة
- 1976: الرأس
- 1967:  الحارس
- 1962: قطار الساعة 7
- 1962: مشروع زواج

## روابط خارجية
- كريم عواد على موقع قاعدة بيانات الأفلام العربية